# Мурома

Розселення муроми в ранньому Середньовіччі.

Му́рома — фіно-угорська етнічна спільнота, яка проживала у басейні річки Оки з кінця 1-го тисячоліття до н. е..
У період Х–ХІІІ століття була данником Русі. В часи експансії Московської держави на схід була значною мірою асимільована слов'янами мовно. Увійшла до складу російського етносу.